# Michael Regner (Schwimmtrainer)
Michael Regner (* 1952) ist ein ehemaliger deutscher Schwimmtrainer.

## Leben
Regner studierte an der Deutschen Hochschule für Körperkultur (DHfK) und legte 1976 seine Diplomarbeit zum Thema „Zu Fragen der motorischen Lernfähigkeit als Eignungskriterium im 2. Auswahlschritt (ESA)“ vor. Er war als Sportoffizier in Havelberg tätig, als Schwimmtrainer arbeitete er ab Dezember 1978 beim ASK Potsdam. Er war unter anderem mitverantwortlich für die 14 Goldmedaillen der DDR-Schwimmerinnen bei der Europameisterschaft 1989 in Bonn. Im März 1990 erläuterte Regner gegenüber dem Nachrichtenmagazin Der Spiegel, dass ein Vereinsarzt des ASK Potsdam ihn 1987 aufgefordert habe, unerlaubte Dopingmittel (Anabolika) an minderjährige Schwimmerinnen zu geben, was er getan habe. Regner äußerte gegenüber dem Spiegel, er habe die Mädchen gedopt, „ohne daß es mir und ihnen bewußt war“. Nach eigener Aussage gab Regner auch auf Geheiß des Vereinsarztes Schwimmerinnen einer späteren Trainingsgruppe im ASK Potsdam Dopingmittel und wurde „so etwas wie ein Geheimnisträger“, er sei „somit unversehens in die Rolle des Mittäters geschlittert“, sagte Regner dem Spiegel. Eigener Aussage nach unternahm Regner Ende der 1980er Selbstversuche mit Anabolika.
1989 beantragte Regner ein Touristenvisum für Bulgarien, floh aber stattdessen über Ungarn in die Bundesrepublik Deutschland. Er wurde als Schwimmtrainer beim EOSC Offenbach und dann in Neuseeland tätig. 1991 veröffentlichte er das Buch „Erfolgstraining - mentale und körperliche Vorbereitung sportlicher Höchstleistungen“.
Ab 1992 war Regner Trainer beim SV Wacker Burghausen und war dort jahrelang tätig, er betreute neben anderen Sportlern auch Christof Wandratsch.